# Auxa bimaculipennis
Auxa bimaculipennis är en skalbaggsart som beskrevs av Stefan von Breuning 1957. Auxa bimaculipennis ingår i släktet Auxa och familjen långhorningar.
Artens utbredningsområde är Madagaskar. Inga underarter finns listade.